# Cao Zhi
Cao Zhi (ur. 192, zm. 232) – poeta chiński, uznany za jednego z najwybitniejszych twórców swej epoki. Syn Cao Cao i brat Cao Pi. 
Cao Zhi pisał poezje wzorowane na pieśniach ludowych (yuefu, 樂府), przepojone głębokim liryzmem i humanizmem, będące ideologicznym odbiciem konfucjanizmu i taoizmu. Jego teksty odznaczają się bogactwem języka i doskonałą stylistyką. Za najwybitniejszy jego utwór uchodzi poemat Bogini rzeki Luo (洛神赋). 
Po przejęciu w roku 220 władzy przez jego brata, pierwszego cesarza państwa Wei, był prześladowany. Został odsunięty od życia politycznego i dworskiego.